# ALD Automotive
ALD Automotive er en fransk billeasingvirksomhed, som er majoritetsejet af Société Générale. Virksomheden har ca. 1,5 mio. biler. ALD Automotive er tilstede i 46 lande, og de er i blandt de største tre billeasingvirksomheder i 26 lande.
I Danmark ejer de ALD Automotive A/S - Leaseplan